# كهف هلامتا
كهف هلامتا هو موقع أثري يقع في محافظة دهوك في إقليم كردستان العراق، يحتوي على منحوتات آشورية المعروفة باسم نقوش مالتاي، التي تحكي قصة انتصار وقع قبل أكثر من 25 قرناً حققه الملك الآشوري سنحاريب على العيلاميين.
يقع الكهف على بعد سبعة كيلومترات جنوب غرب دهوك، يتألف الموقع من "أربعة نقوش بارزة آشورية حديثة منحوتة في جانب الجرف فوق قرية مالتاي". يبلغ طول النقوش حوالي ستة أمتار وارتفاعها مترين، تُظهر النقوش جميعها موكبًا من تسعة شخصيات، وقد التقط المستكشف البريطاني غيرترود بيل صورًا لأول مرة في عام 1909.
وفقًا لـ آرت ستور، فإن النقوش "تصور الملك الآشوري وهو يعبد آلهة بلاد ما بين النهرين" ويعود تاريخها من 704 قبل الميلاد إلى 681 قبل الميلاد.كما هو الحال مع النقوش البارزة في خنس، فإن النقوش الموجودة في كهف هلاماتا "مرتبطة بنظام القناة الشمالية الذي بناه الملك الآشوري سنحاريب (حكم 704-681 قبل الميلاد) لنقل المياه إلى عاصمته نينوى".
تعتبر النقوش فريدة من نوعها لأنه "على عكس الأمثلة الأخرى للفن الملكي الآشوري، حيث يمثل الملك رموز عبادة للآلهة، فإن هذه النقوش تظهر الملك وهو يشير أمام الآلهة المجسمة، أو الآلهة في شكلها البشري".
في عام 2016، قام بعض المخربين برسم العلم الكردي عليها بدلاً من ترميمها. وفي فبراير عام 2018، أزيلت بعض المنحوتات البارزة والمهمة، حيث صرحت رئيسة الشؤون القانونية في مديرية آثار دهوك، نيفين محمد، ان القطعة الأثرية المسروقة تعود للملك سنحاريب". وقد ازدادت هذه الحوادث في السنوات الأخيرة، وتعرضت سلطات إقليم كردستان لانتقادات كثيرة لعدم قيامهم بإجراءات تمنع تخريب التراث الثقافي الآشوري في المنطقة.